# 봉공중
봉공중(일본어: 奉公衆 호코슈[*])은 무로마치 막부에 정비된 막부관직 중 하나다. 정이대장군 직속의 군사력으로, 5개 번으로 편성되어 번중(番衆), 번방(番方)이라고도 불렸다.
가마쿠라 시대의 어소내번중(御所内番衆) 제도를 계승한 것으로, 일반 어가인이나 지두와 구분되어 장군을 근방에서 모시는(어공중) 어가인이었다. 무로마치 막부의 문관 관료가 봉행중이라면, 무관관료는 봉공중이었다고 볼 수 있다. 훗날의 도요토미 히데요시도 봉공중 제도를 운용했다.

## 같이 보기
- 무로마치 막부